# Ибрахим Халаф, Ахмад
Ахмад Ибрахим Халаф (араб. احمد ابراهيم خلف‎; род. 25 февраля 1992 в Шергате, мухафаза Салах-эд-Дин, Ирак) — иракский футболист, защитник национальной сборной Ирака.

## Клубная карьера
Ахмад Ибрахим Халаф играл в молодёжных командах иракских клубов «Шергат» и «Салахаддин».
В 2009 году перешёл в «Эрбиль», где дебютировал на взрослом уровне. В составе этого клуба Ибрахим Халаф выиграл чемпионат Ирака и вышел в финал Кубка АФК в 2012 году.
В январе 2013 года Ибрахим Халаф был отдан в аренду эмиратскому клубу «Аль-Васл». В 2014 году права на футболиста приобрёл другая команда из ОАЭ, «Аджман», в её составе защитник провёл полтора сезона. В 2015—2016 годах выступал за эмиратский клуб «Аль-Дафра».

## Карьера в сборной
11 ноября 2010 года, в возрасте 18 лет, Ахмад Ибрахим Халаф дебютировал в составе национальной сборной Ирака в матче против сборной Индии, который иракцы выиграли со счётом 2:0. Ибрахим Халаф на последней минуте матча заменил полузащитника Хуссейна Абдул-Вахеда.
В составе сборной принимал участие в Кубке Азии 2011, где сыграл во всех четырёх матчах своей команды. Также участвовал в Кубке Азии 2015, принял участие во всех шести матчах и стал полуфиналистом турнира.
28 марта 2015 года в матче против ДР Конго забил свой первый гол за сборную, ударом головой после подачи углового.

## Достижения
- Чемпион Ирака: 2011/12